# Jérôme Eugène Coggia
| 96 Aegle     | 17 de fevereiro de 1868 |
| 187 Lamberta | 11 de abril de 1878     |
| 193 Ambrosia | 28 de fevereiro de 1879 |
| 217 Eudora   | 30 de agosto de 1880    |
| 444 Gyptis   | 31 de março de 1899     |

Jérôme Eugène Coggia (Ajaccio, 18 de fevereiro de 1849 — 15 de janeiro de 1919) foi um astrónomo francês.
Trabalhando em Marselha descobriu alguns cometas. O cometa periódico 27P/Crommelin foi anteriormente chamado "Cometa Pons-Coggia-Winnecke-Forbes".